# Tsjernihivstadion
Het Tsjernihivstadion (Oekraïens: Олімпійський навчально-спортивний центр «Чернігів») is een multifunctioneel stadion in Tsjernihiv, een stad in Oekraïne. Dit stadion stond vroeger bekend als het Joeri Gagarinstadion. Het staat in een groter sportcomplex waar ook een atletiekbaan, bokshal en fitnessruimte aanwezig zijn.
Vanwege de behoefte aan meer sportmogelijkheden werd op het terrein van de stadstuin begonnen met de bouw van dit stadion. Het stadion werd geopend in 1936. Bij die opening konden er 3.000 toeschouwers in. In de jaren 50 werd dit aantal uitgebreid. Het stadion werd in 1961 vernoemd naar Joeri Gagarin (1934–1968), Russisch Sovjetpiloot en kosmonaut. Joeri Gagarin was in 1964 zelf ook een keer aanwezig in dit stadion.
In 2005 werd het stadion wederom gerenoveerd, er kwamen plastic stoelen en de verlichting werd gerepareerd. In 2016 vonden er grootschaligere renovaties plaats. Toen werd er onder andere gezorgd voor verdere modernisering van de kleedkamers, het trainingsveld, hoofdveld, goede afscheidingen aan de zijkant van het veld en een revalidatiecentrum. Na deze renovatie besloot de gemeente het sportcomplex te veranderen naar een meer algemenere naam. Officieel heet het stadion het Olympisch training en sportcentrum van Tsjernihiv.
In het stadion ligt een grasveld van 105 bij 68 meter. In het stadion is plaats voor 14.150 toeschouwers. Het stadion wordt vooral gebruikt voor voetbalwedstrijden, de voetbalclub Desna Tsjernihiv maakt gebruik van dit stadion. Het wordt ook gebruikt voor internationale wedstrijden. Het vrouwenelftal van Oekraïne speelde een aantal kwalificatiewedstrijden voor het Europees kampioenschap voetbal vrouwen van 2009. Ze speelden tegen Denemarken en Portugal.
Op vrijdag 11 maart 2022 werd het stadion door Russische beschietingen geheel weggevaagd. Dit gebeurde tijdens de Russische invasie van Oekraïne